# Patu eberhardi
Espèce
Patu eberhardi est une espèce d'araignées aranéomorphes de la famille des Symphytognathidae.

## Distribution
Cette espèce est endémique du département de Valle del Cauca en Colombie,. Elle se rencontre vers Dagua.

## Description
Le mâle holotype mesure 0,44 mm et la femelle paratype 0,67 mm.

## Étymologie
Cette espèce est nommée en l'honneur de William G. Eberhard.

## Publication originale
- Forster & Platnick, 1977 : A review of the spider family Symphytognathidae (Arachnida, Araneae). American Museum novitates, no 2619, p. 1-29  (texte intégral).